# Horst Seelbach
Horst Seelbach (* 3. Juli 1938 in Düsseldorf; † 31. August 2024) war ein deutscher Betriebswirt und emeritierter Professor für Betriebswirtschaftslehre (BWL) an der Universität Hamburg.

## Leben
Horst Seelbach promovierte 1966 an der wirtschafts- und sozialwissenschaftlichen Fakultät der Universität zu Köln. Das Thema seiner Dissertation lautete Zur Anwendung der mathematischen Programmierung in der Investitionsrechnung.
Von 1970 bis 2003 fungierte Seelbach als Lehrstuhlinhaber und Leiter des Instituts für Logistik und Transport an der Fakultät Wirtschafts- und Sozialwissenschaften der Universität Hamburg.
Anlässlich seines 65. Geburtstags wurde 2003 von Hermann Jahnke und Wolfgang Brüggemann die Festschrift Betriebswirtschaftslehre und betriebliche Praxis herausgegeben.

## Forschungsschwerpunkte
Seine Forschungsschwerpunkte waren Betriebswirtschaftliche Logistik, Produktionsablauf- und Investitionsplanung.

## Schriften (Auswahl)
- Horst Seelbach (Unter Mitarbeit von Hendrik Fehr u. a.): Ablaufplanung, Physica Verlag, Würzburg / Wien 1975, ISBN 3-7908-0157-7
- Als Herausgeber: Finanzierung, Vahlen Verlag, München 1980, ISBN 3-8006-0553-8